# Glenea pieliana
Glenea pieliana là một loài bọ cánh cứng trong họ Cerambycidae.